# زووانگی
زووانگی (به لهستانی:  Zełwągi) یک روستا در لهستان است که در گمینا میکووایکی واقع شده‌است. زووانگی ۳۸۰ نفر جمعیت دارد.